# Лукинщина (Новгородская область)

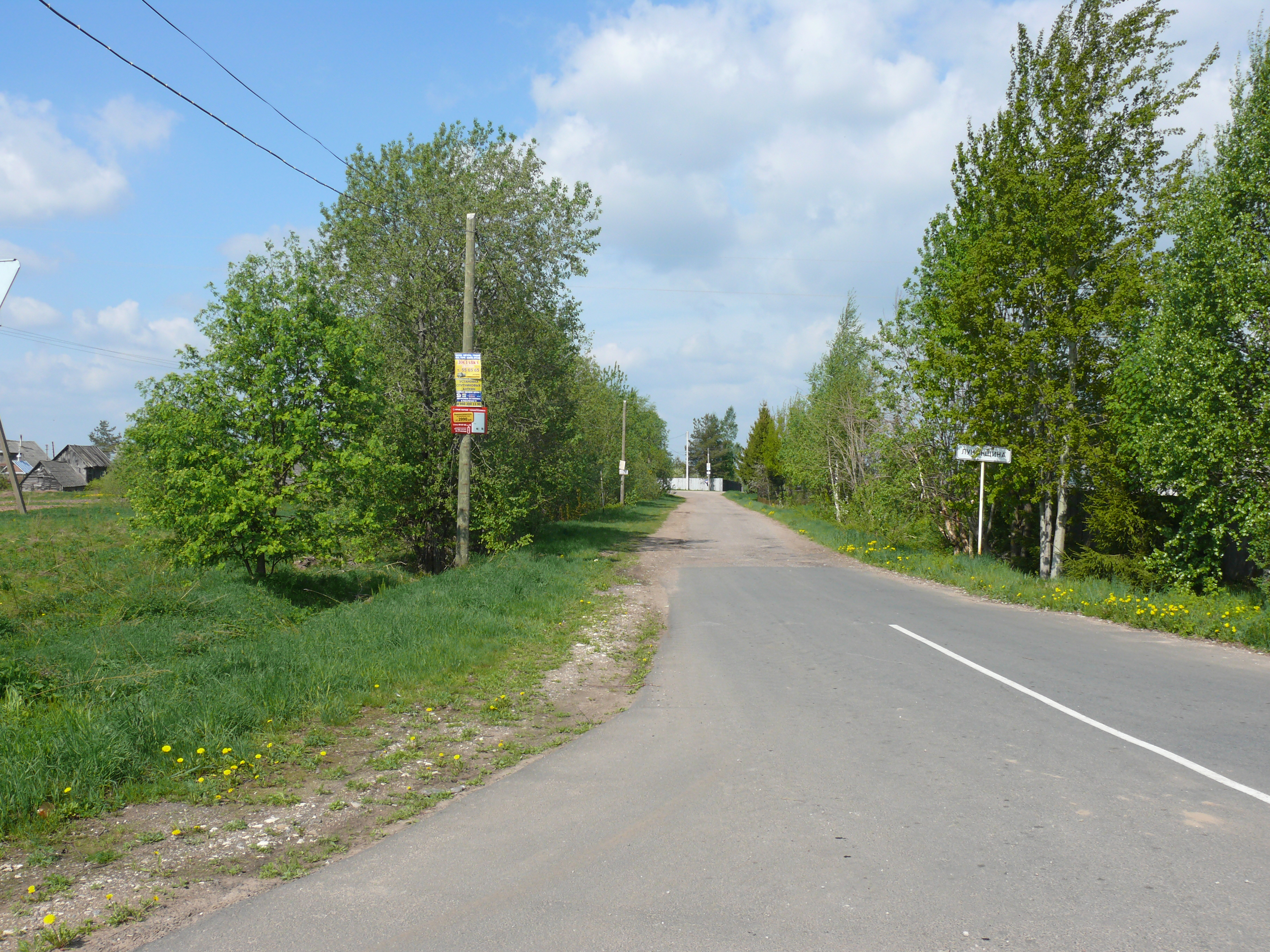
Въезд в Лукинщину

Луки́нщина — деревня в Новгородском муниципальном районе Новгородской области, входит в состав Ракомского сельского поселения.
Расположена в Ильменском Поозерье, в полутора километрах от берега озера Ильмень. Ближайшие населённые пункты — деревни Ильмень, Радбелик, село Песчаное.